# Електрична синапса
Електрична синапса (електротонична синапса, пукотинасти спој) је механичка и електрично проводљива веза између два суседна неурона која се формира на уском процепу између пре- и постсинаптичких неурона познатом као јаз (пукотина). На спојевима празнина, такве ћелије се приближавају на око 3,8 нм једна од друге, што је много краћа удаљеност од удаљености од 20 до 40 нанометара која раздваја ћелије у хемијској синапси. Код многих животиња, системи засновани на електричним синапсама коегзистирају са хемијским синапсама.
У поређењу са хемијским синапсама, електричне синапсе проводе нервне импулсе брже, али, за разлику од хемијских синапса, немају појачање – сигнал у постсинаптичком неурону је исти или мањи од сигнала неурона који потиче. Основе за опажање електричних синапси своде се на конексоне који се налазе у споју између два неурона. Електричне синапсе се често налазе у неуронским системима који захтевају најбржи могући одговор, као што су одбрамбени рефлекси. Важна карактеристика електричних синапси је да су оне углавном двосмерне (омогућавају пренос импулса у било ком смеру).

## Структура
Сваки пукотинасти спој (тзв. нексус спој) садржи бројне канале који прелазе мембране обе ћелије. Са пречником лумена од око 1,2 до 2,0 нм, пора канала за спајање празнина је довољно широка да дозволи јонима, па чак и молекулима средње величине попут сигналних молекула, да теку из једне ћелије у другу, чиме повезује цитоплазму две ћелије. Дакле, када се мембрански потенцијал једне ћелије промени, јони се могу кретати из једне ћелије у другу, носећи са собом позитиван набој и деполаризујући постсинаптичку ћелију.
Пукотинасти спојеви се састоје од два хеми-канала названа конексони код кичмењака, од којих по један доприноси свака ћелија у синапси. Дакле, један канал чине два конексона, а један конексон је грађен од шест протеинских подјединица дужине 7,5 нм које се протежу кроз мембрану у четири пролаза званих конексини, које могу бити идентичне или мало различите једна од друге. Конексини могу да препознају суседне конексине са којим формирају канал и ванћелијски део наспрамног конексина са којим формирају канал. Канали пукотинасте везе су увек отворени, али могу се затворити услед неповољних догађаја у суседној ћелији.
Аутапса је електрична (или хемијска) синапса настала када аксон једног неурона синапсира са сопственим дендритима.